# Blood Cells
Blood Cells è un film del 2014 diretto da Luke Seomore e Joseph Bull. La sceneggiatura è stata scritta da Luke Seomore, Joseph Bull e Ben Young. Il film è interpretato da Barry Ward, Hayley Squires, Chloe Pirrie, Jimmy Akingbola e Francis McGee.
È stato presentato in anteprima alla 71ª Mostra Internazionale d'Arte Cinematografica di Venezia nel 2014.

## Trama
Adam ha vissuto un'esistenza senza radici da quando la fattoria della sua famiglia è stata distrutta dall'epidemia di afta epizootica del 2001. La sua vita implose e abbandonò la sua famiglia dopo un singolo incidente devastante. Ha trascorso gli anni seguenti ai margini della società, alla deriva dalla sua famiglia e dal suo passato. Quando suo fratello minore Aiden lo raggiunge per annunciare la nascita del suo primo figlio – Adam sta per diventare zio – gli si presenta un ultimatum: tornare a casa ora, o non tornare a casa mai più. Adam intraprende un viaggio verso casa che è allo stesso tempo tormentato ed esilarante. Mentre le eruzioni del suo passato segreto cominciano ad emergere, Adam lotta per liberarsi da un esilio che deve finire ora, prima che lo inghiottisca per sempre.

## Rilascio
Il film è uscito nei cinema Picturehouse il 30 giugno 2015

## Reception
Blood Cells ha avuto il plauso della critica. Sul sito web aggregatore di recensioni Rotten Tomatoes, il film riporta una valutazione del 100%, un punteggio medio di 7,3 / 10.